# Diocèse de Mweka
Le diocèse de Mweka (en latin Dioecesis Mvekaënsis) est un diocèse catholique de République démocratique du Congo, suffragant de l'archidiocèse de Kananga. 

## Territoire
Le siège épiscopal est dans la ville de Mweka où se situe la cathédrale Saint-Martin. En 2021, le territoire est subdivisé en 15 paroisses.

## Histoire
La préfecture apostolique de Mweka est créée le 24 mars 1953 par la bulle Quae verba du pape Pie XII, à partir de territoires de l'actuel archidiocèse de Kananga.
Le 29 septembre 1964, la préfecture apostolique est érigée en diocèse par la bulle Sanctorum mater du pape Paul VI.

## Chronologie des ordinaires
- Préfet apostolique
  - Marcel Evariste Van Rengen, C.I. (11 janvier 1957 - 29 septembre 1964), promu évêque
- Évêques
  - Marcel Evariste Van Rengen, C.I. (29 septembre 1964 - 15 mars 1988)
    - Emery Kabongo Kanundowi (30 mars 1988 - 9 juillet 1989), administrateur apostolique

  - Gérard Mulumba Kalemba, (19 janvier 1989 - 18 février 2017)
  - Oscar Nkolo Kanowa, C.I.C.M., depuis le 18 février 2017

## Statistiques
| année | baptisés | population totale | pourcentage | prêtres (total) | prêtres séculiers | prêtres réguliers | catholiques par prêtre | diacres | religieux | religieuses | paroisses |
| ----- | -------- | ----------------- | ----------- | --------------- | ----------------- | ----------------- | ---------------------- | ------- | --------- | ----------- | --------- |
| 1970  | 50 079   | 242 332           | 20,7        | 18              |                   | 18                | 2 782                  |         | 29        | 13          |           |
| 1980  | 62 200   | 251 000           | 24,8        | 12              | 1                 | 11                | 5 183                  |         | 17        | 12          |           |
| 1990  | 150 000  | 350 000           | 42,9        | 20              | 9                 | 11                | 7 500                  |         | 14        | 10          | 9         |
| 1997  | 195 000  | 450 000           | 43,3        | 31              | 18                | 13                | 6 290                  |         | 17        | 6           | 11        |
| 2000  | 190 000  | 400 000           | 47,5        | 34              | 23                | 11                | 5 588                  |         | 16        | 4           | 12        |
| 2001  | 196 500  | 420 000           | 46,8        | 32              | 21                | 11                | 6 140                  |         | 17        | 4           | 12        |
| 2013  | 336 445  | 807 000           | 41,7        | 40              | 29                | 11                | 8 411                  |         | 21        | 13          | 14        |
| 2016  | 365 000  | 873 000           | 41,8        | 38              | 27                | 11                | 9 605                  |         | 21        | 11          | 14        |
| 2019  | 400 960  | 998 744           | 40,1        | 47              | 37                | 10                | 8 531                  |         | 20        | 13          | 15        |
| 2021  | 436 700  | 1 063 680         | 41,1        | 46              | 34                | 12                | 9 493                  |         | 14        | 14          | 15        |